# Asphondylia photiniae
Asphondylia photiniae är en tvåvingeart som beskrevs av Pritchard 1952. Asphondylia photiniae ingår i släktet Asphondylia och familjen gallmyggor. Inga underarter finns listade i Catalogue of Life.